# Littérature gay
Pour des articles plus généraux, voir Littérature LGBT et Gay (homosexualité).
La littérature gay correspond à l'ensemble de la production littéraire écrite par des homosexuels et parlant d'homosexualité. Le canon n'inclut traditionnellement pas les hommes gays écrivant sur des sujets hétérosexuels, ni les femmes hétérosexuelles écrivant des fictions gay. Il n'inclut pas non plus la littérature lesbienne.
La conceptualisation de l'homosexualité datant du tournant entre le XIXe siècle et le XXe siècle, c'est par un travail de réinterprétation que des œuvres antérieures, telles que la relation entre Achille et Patrocle dans L'Iliade, l'anthologie du Yutai xinyong, les poèmes d'Aboû Nuwâs ou d'Ahmad al-Tifachi ou la nouvelle Le Grand Miroir de l'amour mâle au Japon.

## Champ d'étude et terminologie
Dans son acceptation la plus stricte, la littérature gay décrit une littérature écrite par des homosexuels et parlant d'homosexualité. Le canon n'inclut traditionnellement pas les hommes gays écrivant sur des sujets hétérosexuels, ni les femmes hétérosexuelles écrivant des fictions gay, ce qui est commun dans la littérature récente. Il n'inclut pas non plus la littérature lesbienne.
L'identification d'un mouvement de la littérature gay, qui se confond parfois mais pas toujours avec les ouvrages écrits par des hommes gays ou parlant de relations homosexuelles, date de la fin du 19e siècle en Occident. Les œuvres plus anciennes sont considérées sous ce nouvel angle et ajoutées rétroactivement au mouvement à partir de ce moment. La « tradition littéraire gay » pourrait donc inclure des textes faisant état de relations amoureuses et/ou sexuelles entre deux hommes et composés dès l'Antiquité. Il est à noter qu'à l'époque, ces deux hommes ne sont pas forcément reconnus comme tels : la société de l'époque peut y voir un pénétrant, homme, et un pénétré dont la masculinité est remise en question,,.
Pendant longtemps, les auteurs homosexuels écrivant au sujet de l'homosexualité ont pu refuser de voir leurs œuvres qualifiées d'homosexuelles. Cependant, un certain nombre d'auteurs contemporains « assume[nt] ce statut et le revendique[nt] ».

### Homosexualité de l'auteur
L'idée d'une « littérature homosexuelle » propre aux auteurs homosexuels fait débat dans la mesure notamment où elle réduirait les écrits de ces derniers à une unique dimension sexuelle ou remettrait en cause « l'unité de la notion censément universelle de littérature ». La littérature homosexuelle ne le serait ainsi pas tant qu'elle ne serait que la littérature écrite par des homosexuels, voire qu'une littérature lue comme telle par des personnes jugeant que certaines œuvres ont une dimension homosexuelle.
Souvent, sur les œuvres non contemporaines, la lecture d'un sous-texte homosexuel dépend de ce qu'on sait de la vie privée de l'auteur. Ainsi, des lectures gay de Nicolas Gogol naissent en parallèle de recherches sur sa possible homosexualité. Le fait que l'homosexualité d'un auteur ne soit pas prouvable parce que les sources d'époque n'en parlent pas, soit parce qu'il en reste peu, soit parce que le sujet est à l'époque tabou, peut donc fausser la lecture du texte. La littérature gay ne requiert donc pas seulement que l'auteur soit gay : il faut aussi qu'il soit out.

## Histoire

### Œuvres anciennes aujourd'hui considérées comme gay

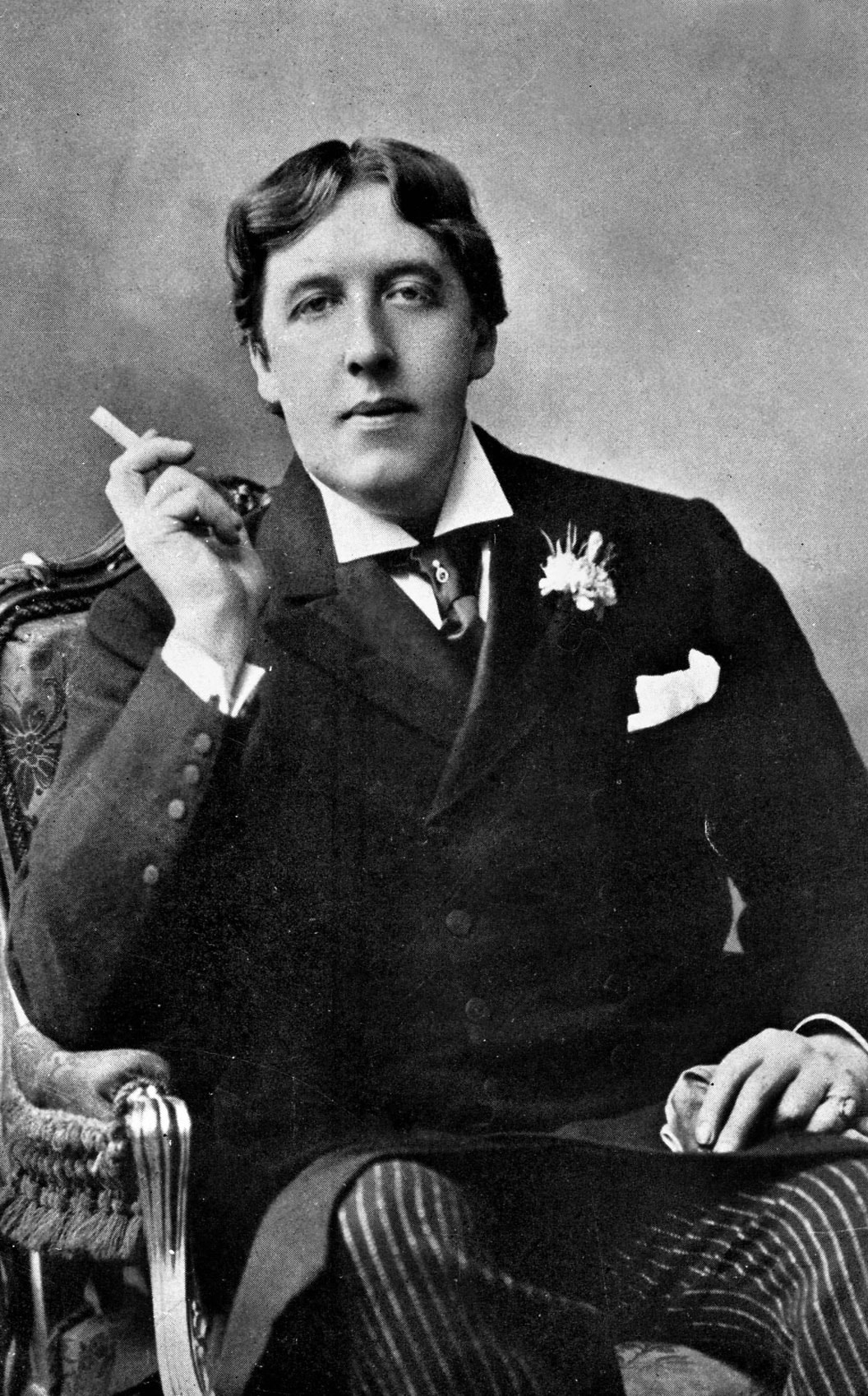
Photographie d'Oscar Wilde en 1892 parue dans The Telegraph

L'homosexualité comme concept clair et bien défini en Occident naît à cheval entre le XIXe siècle et le XXe siècle, lors de l'avènement de la modernité. De même pour la naissance d'une culture homosexuelle dépassant la relation amoureuse ou sexuelle : il s'agit alors de créer un sentiment de respectabilité du groupe et de se justifier face aux attaques morales subies. Ce faisant, les littérateurs homosexuels de cette période construisent le mythe selon lequel il y aurait une « tradition littéraire gay » qui remonterait au moins à l'époque classique de la Grèce antique.
Il est possible que la première recherche d'une littérature gay soit de Edmund Spenser, qui publie en 1590 une liste de couples d'hommes de la littérature antique dans La Reine des fées, montrant un début de fierté homosexuelle dans la réappropriation de la littérature ancienne.
Dès la fin du dix-huitième siècle, des littérateurs homosexuels jettent les bases d'un corpus littéraire gay. Relisant les textes des siècles passés pour attester l'existence de relations amoureuses et sexuelles entre hommes depuis l'Antiquité, ils entreprennent de dresser des listes de couples mythiques ou historiques, ainsi que des listes de personnages décrits comme ayant une réaction particulière à la vue du corps d'un autre homme, qu'ils lisent a posteriori comme une homosexualité similaire à la leur. Ils pourraient agir ainsi dans le but de légitimer leur propre désir pour d'autres hommes. Don Leon, dont on suppose parfois qu'il a été écrit par Lord Byron, liste des personnalités anciennes connues pour avoir aimé des hommes, de même qu'Oscar Wilde dans Le Portrait de Mr. W. H., une lecture homoérotique des sonnets de Shakespeare.
En 1818, Percy Bysshe Shelley écrit un essai sur la relation des Grecs antiques à l'amour, où il estime que l'homosexualité était un compromis nécessaire dans un monde d'esclavage et de sexisme institutionnalisé. Il réfute la possibilité d'une pénétration anale par les Grecs, sans parler d'autres pratiques sexuelles, dans un premier paragraphe, mais parle bien de pénétration quelques pages plus tard, lorsqu'il estime que l'action est détestable mais finalement pas plus grave qu'une relation sexuelle avec une prostituée « malade et insensible ». À la fin de son essai, Shelley écrit que l'Angleterre a produit une littérature sur l'amour masculin, mais que celle-ci ne contient pas de références au désir sexuel.
En 1840, Benjamin Jowett introduit l'étude de Platon à ses cours à l'université d'Oxford. Cela marque un tournant dans l'histoire de la tradition gay anglaise, les études de la Grèce antique devenant un sujet très populaire chez les hommes gays de l'époque. Le public de l'université, interdit de se marier jusqu'en 1884 et dans un espace non-mixte, inclut de nombreux homosexuels, qui s'inspirent parfois ouvertement de « l'amour socratique ». Ils publient plusieurs anthologies d'écrits homoérotiques.
Vers la même époque, des manuels de sexologie commencent à publier des listes similaires. Edward Carpenter nomme de nombreux auteurs antiques mais aussi plus récents (Michel-Ange ou Alfred Tennyson par exemple) comme « homogéniques » dans son lire Homogenic Love, ensuite incorporé dans The Intermediate Sex à sa publication en 1908. Carpenter publie également en 1902, puis en réédition en 1906, Iolaos, une anthologie « de l'amitié » masculine qui liste de nombreuses histoires connues à l'époque d'homosexuels et de personnes du troisième genre, au point d'être surnommée « la Bible des pédés » par les libraires de l'époque.
Loin de se limiter à la production écrite par des auteurs qui, à partir du dix-neuvième siècle et l'invention de ce terme, ont pu s'identifier en tant qu'homosexuels, plus tardivement encore en tant que gays, la « tradition littéraire gay » pourrait inclure des textes faisant état de relations amoureuses et/ou sexuelles entre deux hommes et composés dès l'Antiquité. Dans de nombreuses cultures, des anthologies sont établies, qui compilent des textes vantant l'amour d'hommes pour d'autres hommes ou garçons.

#### Antiquité grecque

Achille jouant de la lyre pour Patrocle alors que les envoyés d'Agamemnon arrivent, peinture de Gérard de Lairesse réalisée vers 1670 et conservée au Nationalmuseum

La première relation homosexuelle reconnue par le canon contemporain comme homosexuelle est la relation entre Achille et Patrocle dans l'Illiade de Homère. Phanoclès liste les dieux et héros qui aiment les hommes et l'auteur Straton de Sardes, qui a des relations avec des femmes et des hommes, publie une collection intitulée Poèmes pédérastes au deuxième siècle avant notre ère ; il intègre une longue tradition de récits homosexuels dans la littérature grecque de l'Antiquité. Il en est de même pour Théocrite; Pindare et Théognis de Mégare. La mention de la pédérastie est très répandue dans les écrits grecs, au point que ceux qui ne la mentionnent pas sont minoritaires ; de nombreux écrits ne la mentionnent cependant que pour préciser que leur auteur est hétérosexuel. Il est à noter qu'à l'époque, on parle bien de pédérastie et rarement d'homosexualité : la société de l'époque y voit un pénétrant, homme, et un pénétré dont la masculinité est remise en question,,. Cette approche se retrouve ensuite dans les littératures arabe et latine.

#### Antiquité romaine
Aucun écrivain de la Rome antique dont les travaux sont parvenus au vingtième siècle ne parle exclusivement d'homosexualité. La bisexualité est cependant extrêmement commune : tous les auteurs qui parlent de leur amour des garçons parlent encore plus de leur amour des femmes.
Horace intègre au moins une référence à une femme ou jeune fille dans chaque poème qu'il rédige au sujet de l'amour des garçons. Catulle écrit autant de poésies stigmatisant les actes sexuels entre hommes que d'œuvres la consacrant : il s'agit d'un exemple de littérature incluant un contenu homosexuel, mais ne relevant pas du mouvement de la littérature gay. Il est cependant à noter qu'il se démarque des auteurs grecs par son ton : là où les Grecs faisaient dans le ton épique ou élégiaque, Catulle n'hésite pas à se moquer des amours homosexuelles. Tibulle écrit des poèmes d'amour pour une femme et pour un homme. Martial commente quant à lui les mœurs de son époque et s'autorise à regarder les hommes nus, du moment qu'ils sont plus jeunes et moins puissants que lui, suivant de près les normes de l'homosexualité antique. Juvénal parle de relations homosexuelles avec humour, comme Pétrone à plus petite échelle dans son Satyricon , cet ouvrage passe parfois pour le seul à présenter des personnages gay et non bisexuels de cette époque. Enfin, Virgile et Ovide incluent des personnages homosexuels, dont l'orientation sexuelle n'a aucune importance particulière pour le récit, dans leurs écrits.

#### Asie

##### Monde arabe et persan

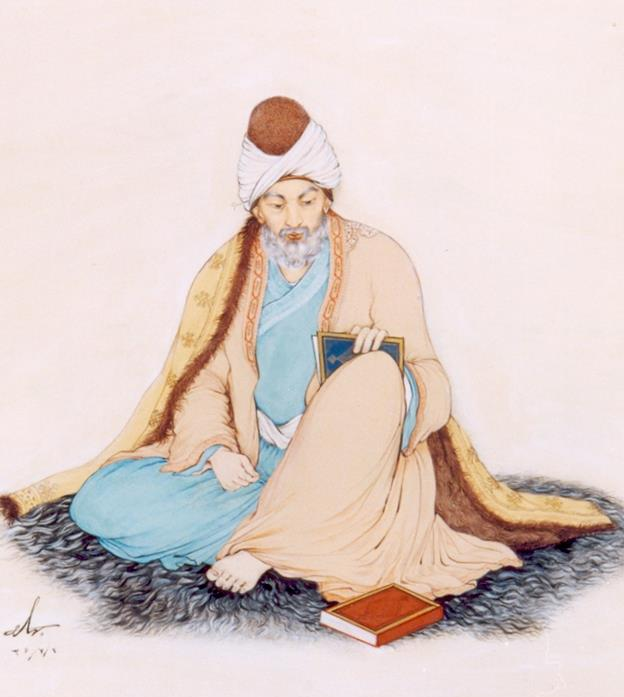
Djalâl ad-Dîn Rûmî, miniature d' conservée au premier palais de Valiahd Reza Pahlavi du palais de Saadabad

Les premières heures de l'Islam ont un impact très faible sur le contenu des écrits. Aboû Nouwâs écrit par exemple des poèmes sur l'amour du vin et des jeunes hommes, tous deux en théorie interdits par l'islam. Ahmad al-Tifachi rédige également des poèmes homoérotiques au treizième siècle et cite Aboû Nouwâs plusieurs fois dans son texte Les Délices des cœurs. Cinq des douze chapitres de son ouvrage sont dédiés à l'homosexualité.
al-Tha'alibi, mort en 1038, publie Le Livre des garçons, dont le manuscrit n'est pas parvenu à notre époque tandis que al-'Adili édite à la fois Mille et un garçons et Mille et une filles.
Djalâl ad-Dîn Rûmî écrit beaucoup au sujet de sa relation amoureuse avec Shams ed Dîn Tabrîzî, y compris après l'assassinat de ce dernier. Saadi inclut plusieurs passages érotiques pédérastes dans ses ouvrages, qui sont souvent retirés des éditions modernes de ses œuvres par les maisons d'édition. Hafez, qui connaît le travail des deux auteurs précédents, publie plus de 500 poèmes amoureux, dont plusieurs sont homosexuels et interprétés plus tard comme mystiques et métaphoriques.

##### Chine
La dynastie Jin voit beaucoup d'histoires de prostitution et de courtisans qui sont des jeunes hommes au service d'hommes puissants et âgés. Au cours de la dynastie Tang qui suit, les relations deviennent plus égalitaires. Le chinois est une langue sans genre grammatical : il est donc rare de savoir si un poème s'adresse à une femme ou à un homme sauf indices spécifiques. Bai Juyi parle ainsi de son plaisir à partager un lit avec un ami proche, Qian Hui. C'est aussi à cette époque que naît un vocabulaire de l'homosexualité et de la sexualité masculine. C'est aussi le cas de plusieurs poèmes du Yutai xinyong édité vers 540.
Sous la dynastie Ming, une personne anonyme compile une anthologie de poèmes homosexuels des deux millénaires précédents, le Duan xiu pan. À cette époque, Li Yu inclut un nombre significatif d'histoires et de poèmes contenant des personnages en relation gay ou lesbienne. L’œuvre la plus emblématique de la littérature gay chinoise est le roman de Chen Sen Pinhua Baojian, publié en 1849, qui raconte l'amour de plusieurs acteurs.
En général, les relations homosexuelles mises en scène dans la littérature chinoise donnent à voir deux hommes de conditions différentes. La relation sexuelle devient alors, pour celui des deux personnages qui en manque, le moyen d'acquérir l'argent, le pouvoir ou le statut de l'autre — et ce sans que cela soit forcément condamné les auteurs de ces textes.

##### Japon

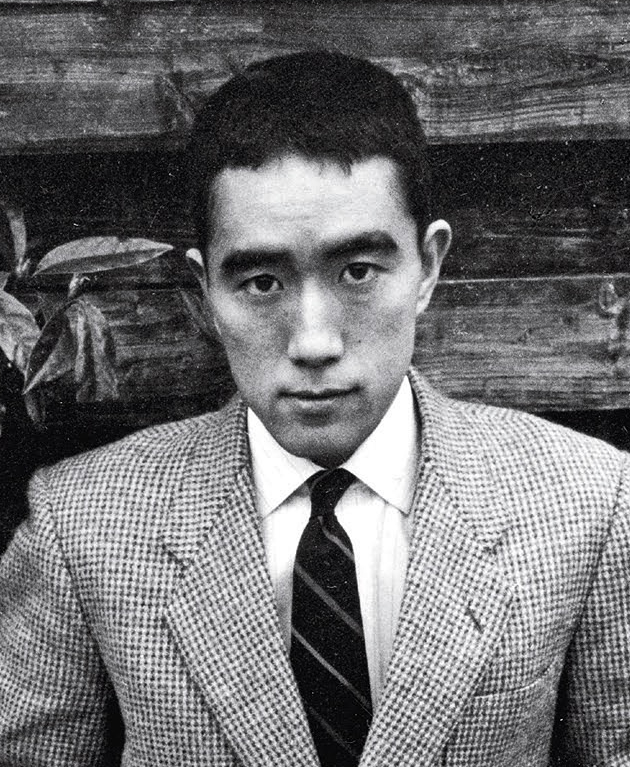
Yukio Mishima photographié en 1955 par Ken Domon

La tradition de pédérastie pourrait avoir été importée au Japon par Kobo Daishi après un voyage en Chine. L'histoire littéraire japonaise inclut de nombreux récits gay, dont le style comme le contenu sont très influencés par la littérature chinoise. Le Yutai xinyong inclut des références à l'amour entre un homme et un garçon ; Le Dit du Genji contient une scène où un empereur se console d'une déception amoureuse en couchant avec le frère de la femme qui l'a rejeté. Au quatorzième siècle se multiplient les oeuvres qui se concentrent sur un beau et jeune acolyte bouddhiste initié à la sexualité sous un angle religieux par un moine plus âgé. En 1687 sort Le Grand Miroir de l'amour mâle, nouvelle considérée comme fondamentale à la tradition littéraire gay du Japon. Suicides d'amour à Sonezaki inclut une histoire homosexuelle dans son premier acte.
Or, au Japon, la tradition homosexuelle se retrouve surtout dans les arts du théâtre. Edo est présentée au dix-septième siècle comme une ville d'hommes célibataires. La ville est riche en prostitution, avec des femmes, avec des onnagata (des acteurs qui vivent comme femmes sur scène et parfois au quotidien) et avec des wakashū, qui ne sont pas d'un genre unique, mais qui sont forcément pénétrés pendant les relations sexuelles. Les wakashū disparaissent lors de la deuxième moitié du dix-neuvième siècle. Du dix-huitième au vingtième siècle, sous l'influence morale de l'Occident, l'homosexualité se fait beaucoup plus discrète dans les écrits japonais, malgré encore quelques résurgences avec Taruho Inagaki et Yukio Mishima ou Mutsuo Takahashi au vingtième siècle.

#### Moyen Âge chrétien
L'homosexualité masculine disparaît des récits dans la première partie du Moyen Âge. Les hommes gay réapparaissent dans la culture au cours du onzième siècle, pour être violemment critiqués à partir de la deuxième moitié du siècle suivant. C'est aussi le début des références à des couples gay dans lesquels les deux hommes sont au même niveau : non pas un pénétrant et un pénétré mais bien deux hommes qui ont une relation sexuelle.
Au cours du Moyen Âge se côtoient donc des violentes critiques de l'homosexualité et des poèmes d'amour entre hommes ; le fait que ces écrits aient survécu jusqu'au vingtième siècle peut indiquer qu'il n'y avait pas de gêne particulière ou de volonté de les détruire.
Les textes qui justifient l'homosexualité tendent à plus citer Jupiter et Ganymède que David et Jonathan. Ils justifient l'amour des garçons par l'efféminement de ces derniers, les comparant toujours aux femmes. Vers la fin du douzième siècle, un écrit probablement rédigé en France raconte une discussion entre Ganymède et Hélène, qui décident de faire l'amour ; Ganymède s'apprête alors à être pénétré, et Hélène comprend qu'il a eu des relations homosexuelles par le passé ; Hélène lui loue les vertus de l'amour hétérosexuel et il se défend en disant du bien de l'amour entre hommes. Hélène l'accuse de gâcher des vies en éjaculant sans possibilité de conception et à la fin du récit, Ganymède se fait hétérosexuel, tandis que Jupiter, qui a entendu la conversation, en fait de même et retourne fréquenter Junon.
Hildebert de Lavardin et Bernard de Cluny estiment tous deux que l'homosexualité est le vice le plus répandu de leur époque, Cluny rédigeant un acte entier de son De contemptu mundi sur ce sujet. L'Enfer de Dante présente des groupes d'homosexuels, punis en raison de leur manque de modération (et non du vice en lui-même, ce qui a été très remarqué par ses successeurs) : c'est la première et dernière fois en plusieurs siècles que les gays sont présentés en groupe et non pas voués à une vie de solitude.
Le Mabinogion gallois raconte l'homosexualité forcée comme punition pour le viol d'une jeune femme : les deux criminels, des hommes, sont transformés en animaux de sexe opposé et forcés à se féconder plusieurs fois avant de redevenir humains et de devoir élever leur fils ensemble. Dans le Décaméron, un homme découvrant qu'il est cocu finit par coucher avec, et pénétrer, sa femme et l'amant de sa femme ensemble : l'homosexualité est là aussi une punition.
Le premier personnage gay de la littérature britannique est le Pardonneur dans Les Contes de Canterbury.

#### Renaissance en Europe

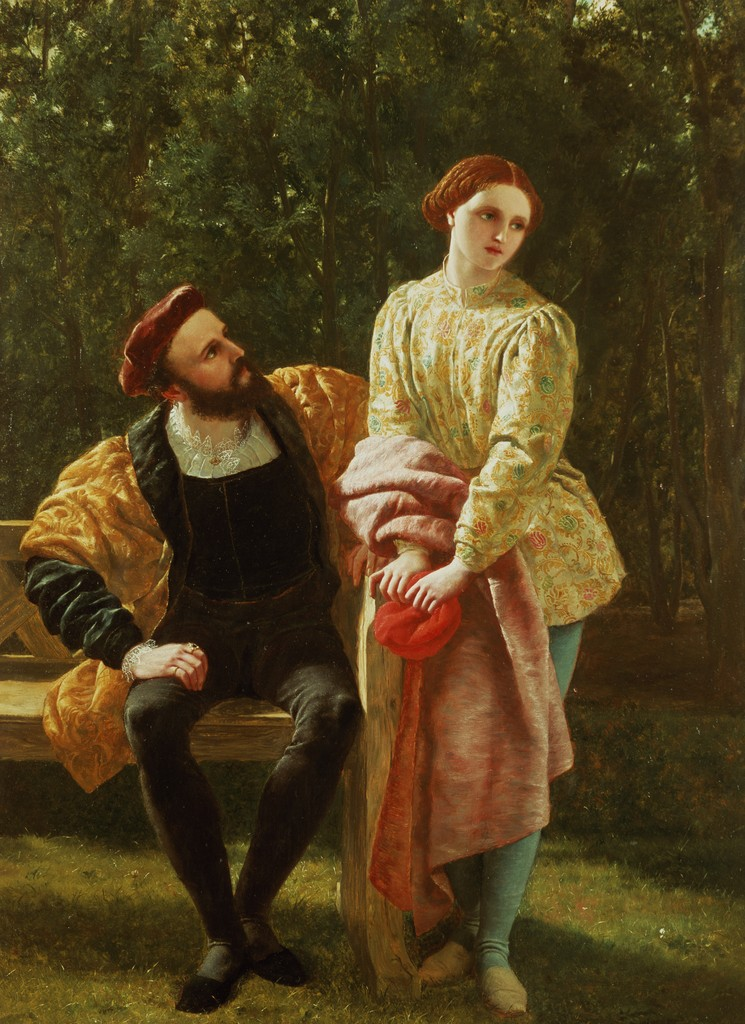
Dans La nuit des rois de William Shakespeare, Orsino tombe amoureux de Viola alors qu'il la prend pour un homme, Cesario. La dimension homosexuelle est renforcée par le fait que les deux personnages étaient joués par des hommes. Peinture de Frederick Richard Pickersgill réalisée vers 1850

L'influence de Platon chez les artistes de la Renaissance leur permet d'exprimer ouvertement leur préférence pour les hommes. En Angleterre, la pastorale tente d'importer la culture gréco-romaine sans forcément l'adapter à l'époque élisabétaine. Richard Barnfield publie des poèmes pastoraux homoérotiques de 1594 à 1598. La pastorale renoue avec l'art de l'élégie, dans laquelle il est commun que des hommes lamentent le décès de leur amant. De nombreuses élégies sont écrites par des jeunes hommes au sujet de poètes tout aussi jeunes, souvent comparés à Orphée ; elles visent à assurer l'immortalité de l'être aimé, beaucoup de récits se terminant par la transformation du mort en étoile. Les élégies font très souvent référence au mythe classique d'Adonis et à la beauté du mort, qui devient un signe métaphorique de sa perfection morale plutôt qu'un quelconque témoignage sur son apparence physique. Cette tradition de l'élégie perdure dans la littérature gay jusqu'à la première guerre mondiale et voit une résurgence pendant la pandémie du sida.
Le fait que les comédiens de l'époque soient tous des hommes encourage de nombreux dramaturges à intégrer des longs arcs de travestissement dans leurs pièces. Au début du dix-septième siècle, les références à la sodomie sont relativement nombreuses et peu subtiles dans les pièces de théâtre ; elle symbolise plus souvent une relation de pouvoir que l'amour, et la personne pénétrée le fait soit par soumission, soit par ambition. Le premier personnage sodomite puissant est Sejanus dans Sejanus His Fall (en) de Ben Jonson, où la sodomie est une humiliation et une dégradation des dirigeants que le héros pénètre. Le Britannicus de Jean Racine, qui s'appuie sur un récit à fortes tendances homosexuelles, en est complètement dépourvu. Francis Bacon, dont plusieurs témoignages indiquent qu'il aime les hommes, n'y fait pas allusion dans ses œuvres, ce qui l'exclut de la littérature gay.
Christopher Marlowe marque un tournant dans l'homosexualité de la littérature britannique, reprenant des histoires antiques et leurs couples gays sans chercher à les déguiser. Il continue cependant à largement privilégier les personnages de garçons très jeunes et à illustrer les inégalités de pouvoir inhérentes à ces relations. Les personnages de William Shakespeare ne sont pas ouvertement homosexuels, à l'exception peut-être d'Antonio dans Le Marchand de Venise, bien que les historiens modernes puissent être biaisés dans cette interprétation par la persécution des homosexuels et des Juifs pendant la Seconde Guerre mondiale, et Achille et Patrocle dans Troïlus et Cressida. C'est cependant ses sonnets qui sont considérés comme faisant partie du canon homosexuel. Il semblerait que les 126 premiers de ses 154 sonnets soient adressés à un jeune homme, les suivants à une femme. Le plus emblématique de ces sonnets est le sonnet 20, où un personnage hétérosexuel se découvre des envies homosexuelles. Or, ni l'un ni l'autre ne sont nommés ni ne peuvent être irréfutablement réels ; l'homme pourrait tout aussi bien être un ami hétérosexuel qu'un véritable partenaire romantique. Oscar Wilde est le premier à faire une lecture homoérotique des sonnets de Shakespeare en 1899, suivi dix ans plus tard par Samuel Butler.
Le libertinage ne fait pas de différence entre les caractères, et la littérature libertine inclut de nombreux personnages bisexuels. C'est le cas de la plupart des libertins de Donatien Alphonse François de Sade, auteur des Cent Vingt Journées de Sodome. Il écrit également une des très rares références à des violences physiques homophobes de l'époque dans La Philosophie dans le boudoir. Les œuvres principales du genre sont écrites par des hommes ayant eux-mêmes une réputation de libertinage. Pierre l'Arétin est accusé de sodomie et forcé à fuir Venise en 1538, Théophile de Viau est emprisonné pour la même raison, John Wilmot se vante de sa voracité sexuelle quel que soit le sexe du ou de la partenaire tout en écrivant ou en inspirant la pièce Sodome ou la Quintessence de la débauche. Ces auteurs sont extrêmement misogynes, présentant la sodomie et l'homosexualité comme des solutions à l'insupportable présence des femmes.

#### Littérature gothique etXIXesiècle
La littérature gothique est sous-tendue par de nombreux éléments érotiques. La fiction gothique écrite par des hommes inclut souvent des descriptions détaillées de jeunes hommes nus, morts ou ensanglantés ; des démons cherchent à séduire les personnes les plus pures, notamment les nonnes et les jeunes hommes chastes, sans limite de genre.
En 1849, George Thompson écrit City Crimes (en), dans lequel il décrit une sous-culture homosexuelle très active à Manhattan et la drague gay à Central Park. Le canon littéraire américain de l'époque semble chargé de nombreux romans frôlant l'apologie de l'homosexualité sans jamais la mentionner ouvertement, entre autres dans la fiction western avec son cowboy emblématique.
Au XIXe siècle, l'homosexualité masculine est souvent traitée, mais généralement comme une manifestation métaphorique d'un crime quelconque. Dans Résurrection, Léon Tolstoï illustre le déclin moral de la Russie tsariste en racontant des scandales homosexuels. Émile Zola et Stephen Crane veulent tous deux écrire des romans sur l'homosexualité : Zola donne ses documents de recherche à un ami, qui écrit à la place un rapport sur la perversion, et Crane est dissuadé d'écrire par ses amis. Au début du siècle suivant, cependant, et d'abord en Allemagne, l'homosexualité devient un thème commun de la littérature, et souvent même son sujet principal.

### Naissance d'une «littérature uranienne»
À l'origine de la littérature gay telle qu'elle est actuellement définie, il y a un double mouvement, enclenché dans la seconde moitié du dix-neuvième siècle, d'un côté de production de nouveaux textes et, de l'autre, d'appropriation de textes anciens, écrits alors que l'homosexualité n'était pas comprise comme constitutive d'une identité.

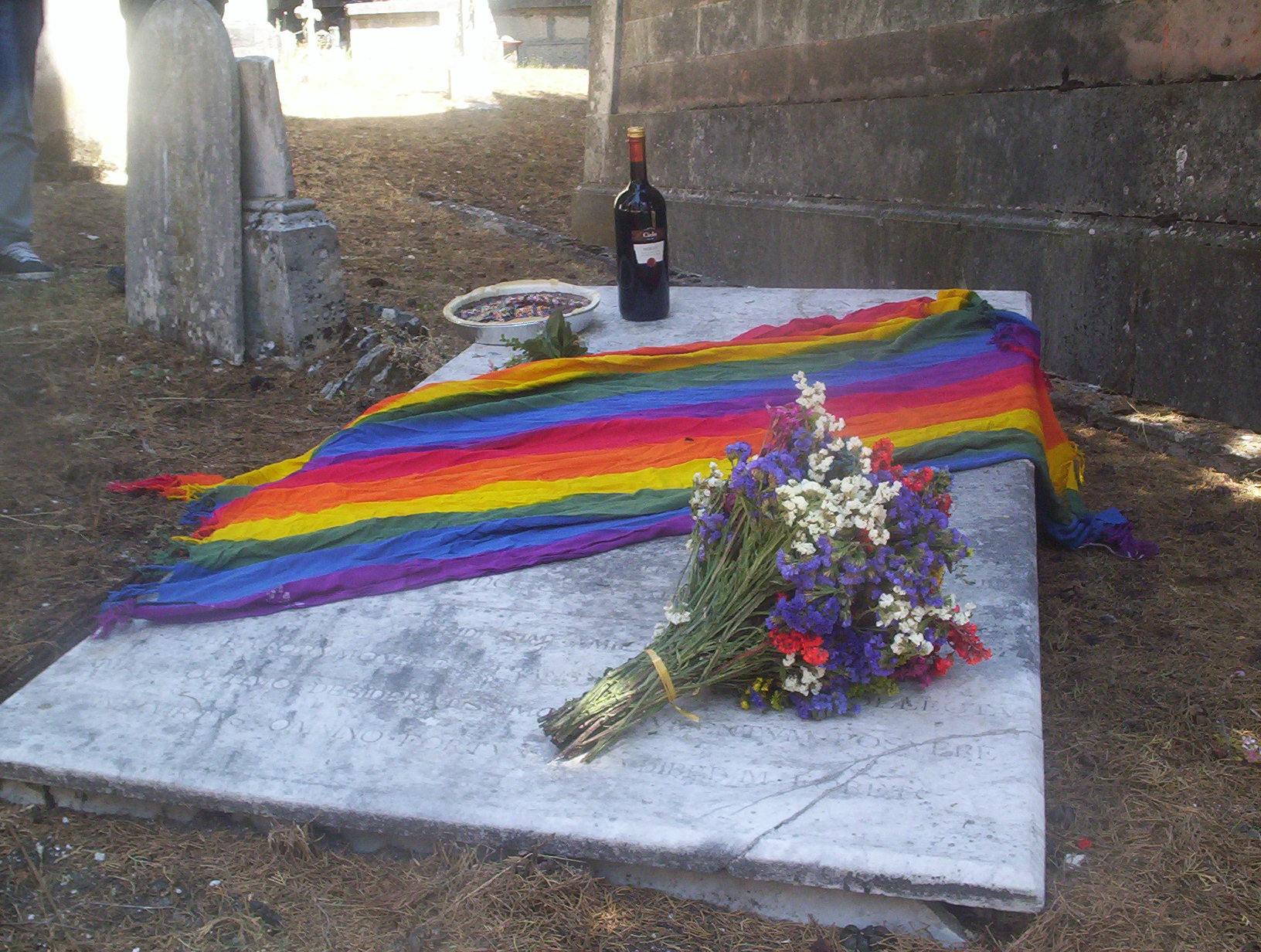
Célébration de la postérité de Karl Heinrich Ulrichs sur sa tombe en 2009

En septembre 1865, le militant Karl Heinrich Ulrichs fait émerger l'idée d'une littérature homosexuelle en appelant en effet de ses vœux la production d'une littérature spécifique aux « uraniens », en partie financée par les fonds de l'Union uranienne qu'il entend fonder. Adolf Wilbrandt publie en 1857 Fridolins heimliche Ehe (« Le mariage secret de Fridolin »), qui est le premier roman allemand à présenter l'homosexualité comme un phénomène normal et acceptable ; l'ouvrage suit la théorie d'une âme femelle dans un corps d'homme soutenue par Ulrichs. Ce roman fait partie d'une littérature gay très didactique, citant longuement les théories de sexologie contemporaines pour justifier ce qu'il s'y passe. L'homosexualité est le point central du récit et tout le roman sert à la justifier ; le reste de l'histoire est secondaire.
Au Royaume-Uni, le fer de lance du mouvement littéraire uranien est Walt Whitman, qui inspire beaucoup Oscar Wilde, surtout avec son ouvrage Feuilles d'herbe. Oscar Wilde fait par ailleurs naître l'image de l'ascète masculin musclé, loin de la figure ancienne du jeune garçon désirable parce qu'androgyne. Le Portrait de Dorian Gray, paru en 1891, est un des premiers ouvrages pouvant appartenir à la littérature gay de façon non rétroactive : si le roman se couvre d'hétérosexualité, il ne convainc pas le lectorat et l'emprisonnement de Wilde pour homosexualité n'arrange rien à la réputation de l'ouvrage. En France, Paul Verlaine et Arthur Rimbaud font naître une forme de poésie homosexuelle.
On a donc à ce moment deux courants : le premier se veut didactique et militant, le second se concentre sur l'amitié spirituelle entre deux hommes et tente d'en cacher le contenu sexuel ou amoureux pour éviter la censure. André Gide fait partie du premier courant, comme Constantin Cavafy ; le second inclut Wilde, Thomas Mann ou encore Stefan George. Cavafy est censuré pour cette raison et doit faire circuler ses écrits de façon clandestine : il ne sera publié officiellement qu'à titre posthume.
Au tout début du vingtième siècle, certaines maisons d'éditions généralistes commencent à publier plus d'ouvrages gay. En Allemagne entre 1906 et 1913, Max Spohr publie de nombreux textes sur l'homosexualité, dont ceux de Siegfried Moldau, Hans Waldau, Theo von Tempesta ou encore Konradin. Spohr est un cofondateur du Comité scientifique humanitaire et un militant pour les droits des homosexuels. En Angleterre, Fortune Press, sous la direction de Reginald Ashley Caton, publie des romans gay par pur intérêt commercial et sans soutenir leur cause.

### Première moitié duXXesiècle
La tradition de l'élégie perdure dans la littérature gay britannique jusqu'à la première guerre mondiale et voit une résurgence pendant la pandémie du sida.
Après la première guerre mondiale, la Renaissance de Harlem crée une sous-culture homosexuelle afro-américaine à Harlem puis dans le monde occidental. Ce patrimoine passe inaperçu jusqu'aux années 1990, y compris aux yeux des critiques littéraires afro-américains hétérosexuels. Pourtant, la renaissance de Harlem inclut de nombreuses personnalités fondatrices gay : Alain Locke, Countee Cullen, Langston Hughes, Claude McKay, mais aussi le romancier Wallace Thurman et le romancier blanc Carl van Vechten qui fait éditer de nombreux auteurs noirs et gay. L'auteur Daniel Garrett estime que le seul écrivain de la Renaissance de Harlem ayant exprimé son homosexualité ouvertement dans son œuvre était Richard Bruce Nugent (en), tandis que Gregory Woods trouve qu'ils sont bien plus nombreux. Par exemple, il identifie plusieurs figures de beaux hommes dans les poèmes de Langston Hughes, qui sont noyés sous les poèmes dédiés à des belles femmes : il fait cependant remarquer que ce jeu sur les proportions est une façon commune pour les auteurs homosexuels de se protéger de la critique homophobe. De même, l'hommage à la masculinité noire dans l'œuvre de Claude McKay ou de Countee Cullen peut ou non être lu comme homosexuelle.
E. M. Forster écrit en 1913 le roman Maurice, dont il réécrit la fin jusqu'à au moins 1958. Le roman ne sera publié qu'en 1971 en raison de son sujet : un amour homosexuel, qui se finit bien. Forster est en effet entièrement animé par la volonté d'écrire une histoire gay qui sorte des poncifs tragiques et offre une fin à la fois plausible et heureuse. Gregory Woods note que le roman aurait probablement pu être publié sans encombre dès 1913 s'il avait eu une fin malheureuse.

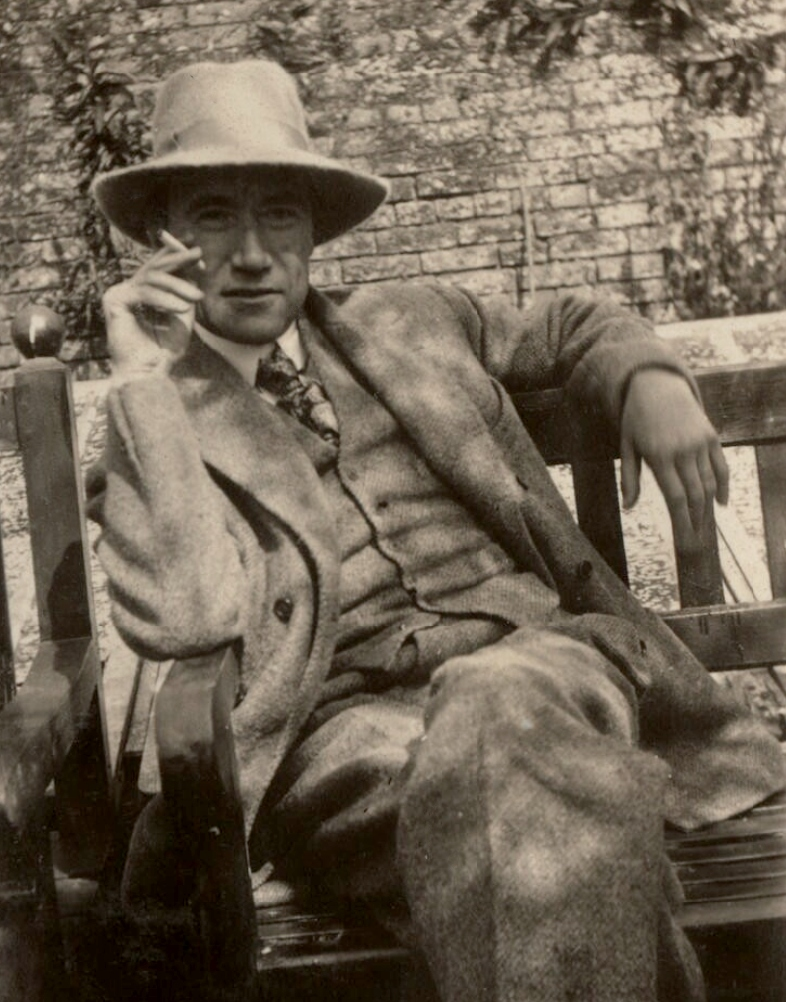
Photographie d'André Gide réalisée par Ottoline Morrell en 1920 et conservée à la National Portrait Gallery

Parmi les écrivains homosexuels français de la première moitié du XXe siècle, Éric Bordas compte Jean Cocteau, Jean Genet et Marcel Proust. Pour Emmanuel Pierrat, le plus grand écrivain gay français de cette époque est André Gide, dont l'oeuvre Corydon influencera durablement les écrivains homosexuels, en particulier Roger Martin du Gard, Pierre Herbart, et François-Paul Alibert. Il cite aussi Les Amitiés particulières de Roger Peyrefitte comme une oeuvre culte. René Crevel, admirateur gay du très homophobe André Breton, participe au mouvement surréaliste en écrivant de la fiction sur sa propre homosexualité sans chercher à la cacher. C'est par exemple le cas dans La Mort difficile, qu'il publie en 1926.
Au cours de la Seconde guerre mondiale et après celle-ci, les écrits homosexuels européens sont très rares : ils mettent leurs auteurs en danger en raison de la discrimination et déportation des homosexuels sous le Troisième Reich. Après la guerre, les témoignages des anciens déportés sont tout aussi rares en raison du stigmate du triangle rose et du peu de soutien politique qui est apporté à cette catégorie de prisonniers. La première œuvre dédiée au sujet ne vient qu'en 1977 avec As Time Goes By, produit par Gay Sweatshop et écrit par Noel Greig et Drew Giffiths, et la deuxième, plus connue, est Bent, de Martin Sherman.

### Après-guerre
Immédiatement après la Seconde Guerre mondiale, la littérature hétérosexuelle commence à instrumentaliser la figure de l'homosexuel pour de nombreux clichés négatifs. Dans la littérature policière américaine, l'homosexuel est un symbole de la déchéance morale de l'occident, aux côtés du toxicomane et de la prostituée, tandis que la littérature d'espionnage (en) britannique présente les homosexuels comme des infiltrés collaborateurs des communistes.
En 1953, Jean Genet publie Querelle de Brest, qui présente des personnages homosexuels machistes et pourtant féminins, où tout le monde peut être attiré par un homme et où le viol anal féminise même le plus viril des hétérosexuels. Dans cette œuvre, l'aboutissement de la relation sexuelle homosexuelle est forcément la mort. L'ouvrage marque le début d'une tradition d'après-guerre du récit homosexuel tragique et choquant. Ce modèle est repris entre autres par William Golding dans Rites de passage, par James Purdy dans Les œuvres d'Eustace et par Patrick White dans Le Char des élus.
Virgilio Piñera est un auteur cubain homosexuel : soutien de la révolution cubaine, il est arrêté par celle-ci en octobre 1961 et emprisonné pour son orientation sexuelle. En 1964, en visite à Alger, Che Guevara s'emporte en voyant un livre de Piñeira dans la bibliothèque de l'ambassadeur cubain. La littérature gay hispanophone de l'époque inclut aussi Juan Goytisolo et Reinaldo Arenas : Goytisolo ne mentionne jamais ouvertement l'homosexualité dans ses romans, bien qu'elle influence leur contenu, tandis qu'Arenas parle ouvertement de la relation entre le désir homosexuel et le gouvernement homophobe de Fidel Castro.
La guerre froide marque également le début de la poésie gay de gauche en Europe, dont Federico García Lorca, assassiné avant la Seconde Guerre mondiale mais dont les écrits sont publiés dans les années 1970 et 1980. En Grèce, Yánnis Rítsos ajoute une thématique homoérotique à ses poèmes politiques, tandis que Pier Paolo Pasolini et André Gide rencontrent de plus en plus de succès.

### Mouvements pour les droits civiques

#### Prémices au début des années 1950
La littérature gay marque son plus grand tournant, dans la sphère anglophone, dès 1952 et 1953, quand de nombreuses œuvres paraissent et font naître une certaine visibilité de l'homosexualité auprès du grand public. Le mouvement commence par la publication de L'homme invisible de Ralph Ellison, de Qu'on lui jette la première pierre de Chester Himes et de La Conversion par James Baldwin. Baldwin est le seul des trois hommes à être gay ; son roman est très discrètement homosexuel en raison des contraintes imposées par ses éditeurs, qui font contraste à La Chambre de Giovanni paru trois ans plus tard.
En 1952, Angus Wilson publie La Ciguë et après, qui choque aux Etats-Unis parce qu'il montre des personnages homosexuels pas plus malheureux que le reste de la population et qui se veut très didactique : dans le romen, Wilson illustre l'échelle de Kinsey, montre des personnages qui découvrent leur homosexualité à un âge avancé, et prend la peine d'expliquer que les hommes gay ne sont pas forcément efféminés et camp. Il montre également une communauté soudée plutôt que l'isolation totale des hommes gays souvent supposée jusque-là.
La même année, Terence Rattigan publie la pièce Bonne fête, Esther. L'histoire doit d'abord suivre deux hommes gay, sur la base autobiographique de la relation entre Rattigan et Kenneth Morgan, mais finit par traiter d'un scandale hétérosexuel. L'année suivante, Robert Anderson publie Tea and Sympathy, qui rencontre un grand succès commercial à Broadway mais est interdite au Royaume-Uni et qui suit un jeune homme très efféminé qui s'avère être hétérosexuel, à la surprise de son entourage.
Toujours en 1952, Frank O'Hara utilise plusieurs termes issus de l'argot gay dans ses poèmes. Renaud Camus et John Rechy publient des romans pornographiques cherchant entre autres à montrer que le sexe homosexuel est aussi banal que celui hétérosexuel.

#### Naissance de maisons d'édition spécialisées
À la fin des années 1960 commencent à naître des maisons d'édition spécialisées dans l'homosexualité. En 1969, le mouvement commence par la fondation du magazine et de la maison d'édition ManRoot à San Francisco. En 1972, Good Gay Poets voit le jour, suivi deux ans plus tard par le journal de poésie Mouth of the Dragon à New York. En 1977, Felice Picano fonde la maison d'édition Sea Horse Press, et Gay Sunshine Press suit en 1978 (né du magazine Gay Sunshine fondé en 1970).
C'est à la même époque que l'étude de la littérature gay voir le jour dans les universités nord-américaines. En 1974, College English, journal de référence des professeurs d'anglais aux États-Unis, fait un numéro spécial sur l'imagination homosexuelle. Ian Young publie une bibliographie sur l'homosexualité masculine dans la littérature en 1975, suivie trois ans plus tard du livre L'universitaire gay de Louie Crew.

### Après Stonewall
Dans la première décennie suivant les émeutes de Stonewall, le roman gay gagne en popularité et en volume. Les années 1970 voient la publication de plusieurs romans picaresques, dont Les mésaventures de Tim McPick de Daniel Curzon (en), ainsi que de récits de voyage comme States of desire: Travels in Gay America d'Edmund White et, plus tard, de One Hot Summer in St Petersburg de Duncan Fallowell. En France, Yves Navarre et Dominique Fernandez sont, pour Éric Bordas, reprenant l'expression d'Yves Navarre, « résolument "écrivains de l'homosexualité" ».
La littérature gay de l'époque est souvent mal reçue par les critiques hétérosexuels pour des raisons visiblement peu liées à la qualité du récit. En effet, les romans, comme l'œuvre d'Aldo Busi ou de Desmond Hogan, s'adressent à un public gay et ne cherchent pas à rendre les homosexuels sympathiques ou respectables pour le grand public, et les scénarios s'accordent enfin des fins heureuses : Michel Foucault dit en 1988 que c'est l'expression d'un bonheur homosexuel qui choque le peuple plutôt que la visilibité des hommes gays en soi. La critique gay tombe cependant dans l'excès inverse : toute expression d'une fin malheureuse ou de difficultés, même si elles ne sont pas du tout causées par l'homosexualité du personnage, est vue comme négative voire relevant de l'homophobie internalisée par les critiques gay de l'époque. Une exception notable est celle des romans policiers de Joseph Hansen, où des personnages gay peuvent être assassinés par des personnages violemment homophobes. Larry Kramer publie en 1978 le roman Faggots, où il cherche à casser cette image du modèle positif gay et créer des personnages détestables afin de résister à la fois à la cruauté du monde hétérosexuel et à ce qu'il voit comme de la lâcheté dans le monde gay.
Le groupe d'écrivains The Violet Quill (en) est souvent considéré comme emblématique de la littérature après Stonewall et avant la pandémie du sida,.
Les récits de coming-out s'appuient sur des archétypes de personnages définis par leur homosexualité ou par leur homophobie plutôt que par une personnalité propre. La littérature s'oriente de plus en plus vers le young adult et le roman d'apprentissage, visant à aider les adolescents gay à s'accepter et à trouver une place dans la société.

### Années sida
La popularité du récit d'apprentissage et du coming-out diminue dans les années 1980, notamment grâce à une création littéraire qui s'appuie beaucoup plus sur l'histoire : Robert Ferro et le Manhattan du dix-neuvième siècle, Christopher Bram et la seconde guerre mondial, le McCarthyisme, et le Hollywood des années 1930, David Leavitt et l'Angleterre de l'entre-deux-guerres ou encore Neil Bartlett et le Londres des années 1920.
Les années 1980 voient aussi  émerger un nouveau genre de littérature : la littérature du sida. Dans la mesure où celle-ci émanerait davantage d'une « "communauté de sidéens" atteints d'une maladie qui concerne tout le monde » que des seuls gays, la littérature du sida ne peut, pour Stéphane Spoiden, pas se confondre avec la littérature gay. Le fait est néanmoins que « la majorité des écrits sur le sida sont rédigés par des écrivains gay ». Parmi ces derniers, Gilles Barbedette, Pascal de Duve et Hervé Guibert sont les auteurs d’œuvres en français.
La volonté de toujours présenter des personnages heureux et de ne jamais finir les récits par une mort tragique, dans les années 1970, laisse la place à une littérature plus axée vers la mort au cours des années sida. Le mythe de la punition divine qui pousse à un destin tragique revient en force dans la littérature de l'époque, comme dans un des poèmes de Bill Becker où il dit : « Pendant des années / Je me suis vu / comme une figure tragique / Maintenant il semblerait / que j'en sois une ».
La tradition de l'élégie voit une résurgence pendant la pandémie du sida, parmi d'autres traditions de deuil et de célébration de ce que les morts ont fait de leur vivant. Contrairement aux élégies de quelques siècles auparavant, dans l'Occident sécularisé, la nouvelle tradition ne cherche pas à exalter l'immortalité des disparus. L'élégie est de plus modifiée par le fait que tout poète faisant le deuil d'un proche mort du sida se sait potentiellement atteint lui aussi, et doit se préparer à sa propre mort : c'est ce qu'exprime notamment Roy Gonsalves dans les lignes « Benny est mort l'an dernier. / Les est mort le mois dernier. / Demain je reçois les résultats de mon test sanguin. ».
Au cours des années sida, on distingue la poésie, essentiellement commémorative, et le théâtre et les romans, qui ont un objectif souvent plus pédagogique. De nombreuses œuvres cherchent soit à convaincre le public hétérosexuel de prendre l'épidémie au sérieux et de faire preuve de compassion, soit à réconforter les gays et à les encourager à militer pour un meilleur accès aux soins et à la recherche médicale. De façon plus pratique, des romans encouragent les hommes gay à adopter des pratiques responsables et sécurisées pour leurs relations sexuelles, montrant que le sexe reste excitant quand on prend des précautions.
Le roman du sida adopte une structure récurrente en deux actes. Dans le premier, le protagoniste grandit, fait son coming out et profite de la libération sexuelle des années 1970, tandis que dans le second, l'épidémie affecte des vagues connaissances et finit par tuer un proche du protagoniste, voire le héros lui-même. Un exemple de cette structure est Eighty-Sixed de David Feinberg, divisé en deux parties, la première se déroulant en 1980 et la seconde en 1986. Du fait sans doute de sa « médicalisation à outrance », la littérature du sida se caractérise par une absence d'esthétisation de la maladie ou de la dégradation du corps. Par ailleurs, contrairement à la plupart des autres textes traitant de la maladie, les récits qui la composent ont pour point commun d'être narrés à la première personne, par un narrateur qui a tendance à se confondre avec l'auteur, lequel est souvent lui-même atteint du sida.
D'autres auteurs, comme Alan Hollinghurst, refusent de parler du sida dans leurs œuvres : ils se concentrent alors sur le genre du roman historique, le plus souvent. Ces ouvrages tendent à recevoir un accueil moins positif des critiques hétérosexuels.

## Poésie gay
Les premiers poèmes relatant des amours masculines ne datent pas du dix-neuvième siècle, tant s'en faut. Le poète d'expression arabe Abû Nuwâs, né dans la seconde moitié du huitième siècle, s'exprime ainsi de façon très libre au sujet de ses amours avec des échansons.
Au dix-neuvième siècle, la poésie semble occuper une place de choix dans le projet de production d'une « littérature uranienne » de Karl Heinrich Ulrichs. Lui-même poète, ce dernier prévoit ainsi de faire éditer une anthologie poétique mêlant à des textes homoérotiques classiques, issus des littératures grecque et latine, les siens propres. De fait, lorsqu'il évoque l'idée d'une « tradition littéraire gay », Gregory Woods est d'avis que celle-ci se compose bien davantage de poèmes que de romans.
Bien que certains d'entre eux n'écrivent alors pas directement à propos de leurs amours, on compte parmi les premiers poètes ouvertement homosexuels aux États-Unis : John Ashbery, Robert Duncan, Kenward Elmslie, Edward Field, Allen Ginsberg, John Giorno, Paul Goodman, Thom Gunn, Richard Howard, Stephen Jonas, Gerrit Lansing, James Merrill, Frank O'Hara, Édouard Roditi, James Schuyler, Jack Spicer et John Wieners. Si quelques-uns (Robert Duncan, Stephen Jonas, Frank O'Hara) seront par la suite acclamés par les poètes gays du mouvement de libération homosexuelle des années 1970, d'autres (John Ashbery, James Merrill) seront bien moins considérés car n'ayant visiblement pas fait preuve d'une conscience homosexuelle. En France, la poésie gay se publie souvent sous pseudonyme : c'est le cas des poèmes érotiques d'Albert Glatigny mais aussi de Les Onze Mille Verges de Guillaume Apollinaire, publié en 1907 ou Les Priapées de Louis Perceau, diffusé en 1920 ; d'autres le font sous leur vrai nom, tels qu'Arthur Rimbaud, Paul Verlaine (Hombres) ou Laurent Tailhade.
Pour le chercheur et militant Michael Bronski, le mouvement homosexuel des années 1970 marque, aux États-Unis, le début d'une phase d'intense production littéraire pour les personnes LGBT, les gays et les lesbiennes en particulier. C'est à cette époque que sont créées les premières revues littéraires dédiées aux amours entre hommes, parmi lesquelles Manroot (1969), Sebastian Quill à San Francisco (1970) et Mouth of the Dragon: A Poetry Journal of Male Love à New York (1974). La création de ces revues répond alors au refus des auteurs homosexuels d'être publiés dans des magazines « hétérosexuels » qui traitent toujours leurs écrits comme sulfureux : gays et lesbiennes veulent pouvoir contrôler de bout en bout la façon dont sont produits leurs textes. Plusieurs recueils de poésie composés par des hommes gays paraissent alors, que ce soit chez des maisons d'édition établies depuis les années 1950 (The Jargon Society, City Light Books) ou chez de nouvelles (Good Gay Poets, Gay Sunshine Press, Calamus Press, Gay Presses of New York, Seahorse Press)[réf. nécessaire].
La guerre froide marque le début de la poésie gay de gauche en Europe, dont Federico García Lorca, assassiné avant la Seconde Guerre mondiale mais dont les écrits sont publiés dans les années 1970 et 1980. En Grèce, Yánnis Rítsos ajoute une thématique homoérotique à ses poèmes politiques, tandis que Pier Paolo Pasolini et André Gide rencontrent de plus en plus de succès. Au sujet de la production poétique de ces années-là, si Michael Bronski dit de ces textes qu'ils ont tendance pour la plupart à être érotiques et à brouiller les différences entre profane et sacré, il remarque par ailleurs qu'ils respectent souvent des formes traditionnelles. De plus, contrairement à une bonne partie de la poésie composée au même moment par les militants des mouvements Black Power et féministe radical, il semblerait qu'assez peu d'hommes gays aient alors opté pour une poésie ouvertement engagée, qui donne à voir leur colère, nombre d'entre eux témoignant plutôt des désirs qui les habitent.
Au cours des années sida, on distingue la poésie, essentiellement commémorative, et le théâtre et les romans, qui ont un objectif souvent plus pédagogique.

## Librairies et maisons d'édition

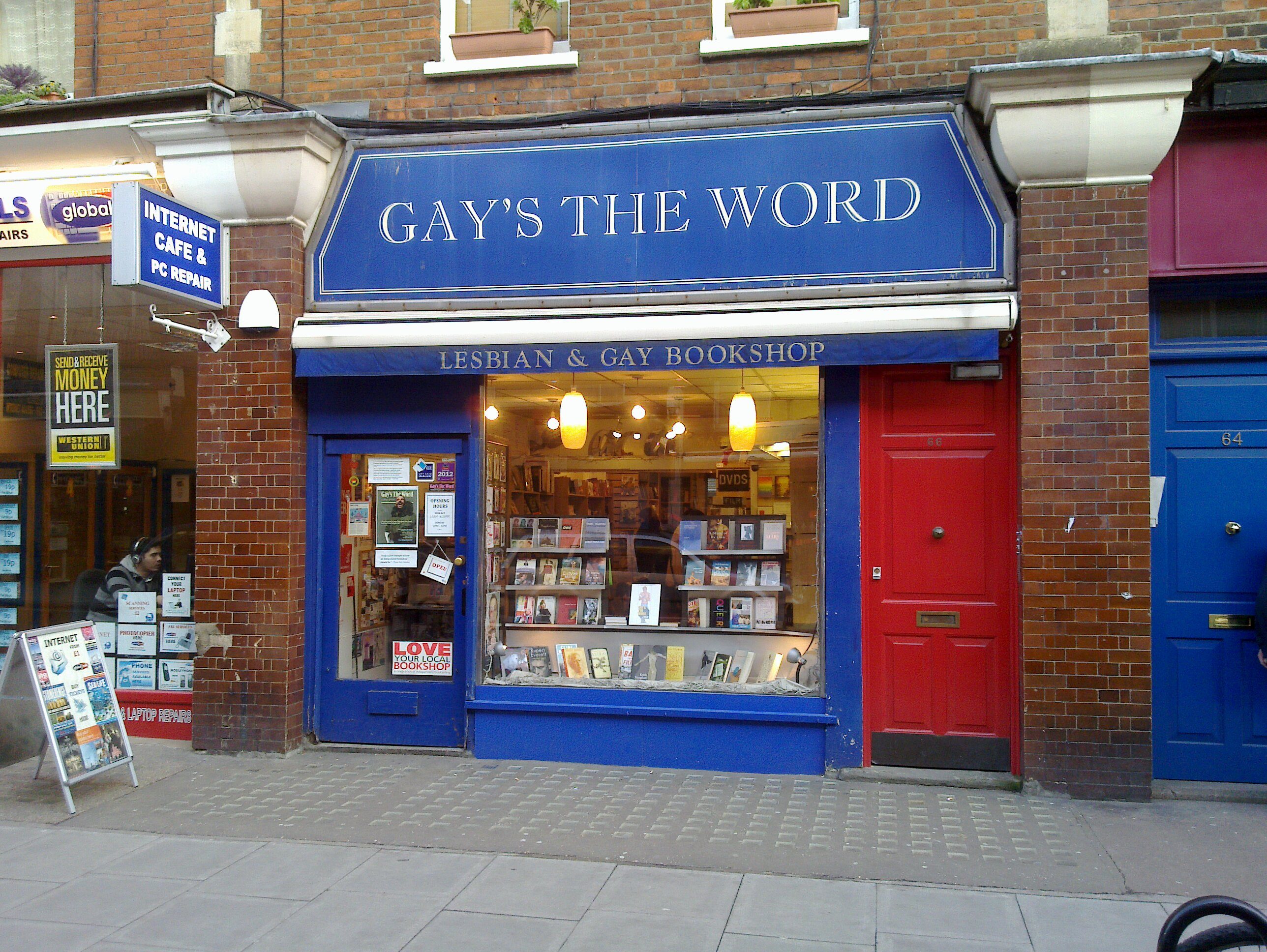
Librairie Gay's the Word à Londres en 2012

Au XXe siècle, plusieurs grandes librairies de la littérature gay ouvrent leurs portes dans les grandes villes occidentales : le Oscar Wilde Memorial Bookstore à New York, Gay's the Word à Londres, A Different Light à San Francisco, Los Angeles et New York, Les mots à la bouche à Paris ou encore Lambda Rising à Washington DC. Le commerce est facilité par l'essor parallèle des magazines gay.

## Analyses

### Coming out
Les récits de coming-out s'appuient sur des archétypes de personnages définis par leur homosexualité ou par leur homophobie plutôt que par une personnalité propre, qui apprennent à surmonter leur honte ou leur confusion face à leur désir. Le Bildungsroman gay présente presque toujours les conséquences du coming out sur la famille du héros, qui doit ensuite quitter sa famille définitivement pour trouver sa liberté et sa voix ; parfois, un membre de la famille plus éloigné, souvent une tante, accepte plus facilement l'homosexualité, voire est lui-même dans le placard.

### Stratégies de contournement de la censure
Il est commun pour éviter la censure d'échanger le personnage masculin contre un personnage féminin, de noyer quelques poèmes homosexuels dans une masse de poèmes ostensiblement adressés à des femmes. Le contournement du stigmate peut aussi se faire par la rédaction de textes ouvertements misogynes où l'homosexualité est un moyen d'éviter de devoir côtoyer des femmes, ou faisant l'éloge de la masculinité de façon discrètement homoérotique.
Christopher Isherwood fait remarquer dans ses mémoires, en 1976, s'être beaucoup censuré parce que l'homosexualité d'un personnage distrairait le lectorat de l'histoire. D'autres auteurs font le choix de publier leurs livres anonymement ou sous pseudonyme pour éviter de s'outer en publiant leurs œuvres : c'est entre autres le cas de Le Livre blanc, attribué à Jean Cocteau longtemps après sa publication.

### Fins tragiques
Les relations homosexuelles heureuses sont beaucoup plus taboues que celles ayant une fin tragique ou une quelconque forme de punition divine, notamment au XXe siècle.

## Publications en français

### Romans et nouvelles
- Copi (postface Thibaud Croisy), Le Bal des folles, Paris, Christian Bourgois, 2021 (1re éd. 1977), 192 p. (ISBN 9782267032505), nouvelle édition

- Copi (postface Thibaud Croisy), La Guerre des pédés, Paris, Christian Bourgois, 2023 (1re éd. 1982), 216 p. (ISBN 9782267052176), nouvelle édition
- Hervé Guibert, À l'ami qui ne m'a pas sauvé la vie, 1990
- Hervé Guibert, Le Protocole compassionnel, 1991
- Hervé Guibert, L'Homme au chapeau rouge, 1992
- Hervé Guibert, Le Paradis, 1992

#### Traductions
- Épingle de femme sous le bonnet viril : Chronique d'un loyal amour (trad. André Lévy), Paris, Mercure de France, 1997, 85 p.[note 3]

- Larry Mitchell (en) (trad. de l'anglais par Paul Chenuet et Adel Tincelin, préf. Cy Lecerf Maulpoix, ill. Ned Asta), Les pédales et leurs ami·es entre les révolutions, Rennes, éditions du commun/Les Grillages, 2023 (1re éd. 1977), 200 p. (ISBN 9791095630630)

### Poésie

#### Traductions
- Andrew McMillan (en) (trad. de l'anglais par Philippe Besson), Le corps des hommes [« physical »], Paris, Grasset, 2018 (1re éd. 2015), 107 p. (ISBN 978-2-246-81573-0)
- Allen Ginsberg (trad. Nicolas Richard), Howl et autres poèmes, Paris, Christian Bourgois, 2022 (1re éd. 1956), 144 p.

### Théâtre
- Copi (postface Thibaud Croisy), L'Homosexuel ou la difficulté de s'exprimer, Paris, Christian Bourgois, 2022 (1re éd. 1971), 156 p. (ISBN 978-2267045482, présentation en ligne)

### Bandes dessinées
- Quentin Zuttion, Sous le lit, Villeurbanne, Éditions Lapin, 2019 (1re éd. 2016) (ISBN 978-2-37754-044-0)

## Publications dans d'autres langues

### Romans et nouvelles
- (de) Ronald M. Schernikau, Kleinestadtnovelle, Hambourg, Konkret Literatur Verlag, 2009 (1re éd. 1980), 87 p. (ISBN 978-3-89458-216-6)

### Poésie
- (es) César Moro, La tortuga ecuestre
- (en) Harmodius in Exile, The Poems of Harmodius in Exile, G.A.W.K., 1974

#### Anthologies
- (en) Stephen Coote, The Penguin Book of Homosexual Verse, 1983
- (en) Winston Leyland (éd.), Angels of the Lyre, Gay Sunshine Press, 1975
- (en) Winston Leyland (éd.), Orgasms of Light, Gay Sunshine Press, 1977
- (en) Ian Young (éd.), The Male Muse : A Gay Anthology, Crossing Press, 1973